# Saint-Jean-d’Aubrigoux
Saint-Jean-d’Aubrigoux – miejscowość i gmina we Francji, w regionie Owernia-Rodan-Alpy, w departamencie Górna Loara.
Według danych na rok 1999 gminę zamieszkiwały 184 osoby, a gęstość zaludnienia wynosiła 10 osób/km² (wśród 1310 gmin Owernii Saint-Jean-d’Aubrigoux plasuje się na 592. miejscu pod względem liczby ludności, natomiast pod względem powierzchni na miejscu 543.).